# Kelly Jones (tenis)
Kelly Jones (Fort Gordon, Georgia, Estados Unidos, 31 de marzo de 1964) es un exjugador de tenis de los Estados Unidos que llegó a ser N.º 1 del mundo en dobles.

## Finales de Grand Slam

### Finalista Dobles (2)
| Año  | Torneo               | Pareja     | Oponentes en la final          | Resultado       |
| 1992 | Abierto de Australia | Rick Leach | Todd Woodbridge Mark Woodforde | 4-6 4-6 3-6     |
| 1992 | US Open              | Rick Leach | Jim Grabb Richey Reneberg      | 6-3 6-7 3-6 3-6 |